# Liste der von Lucas Lichtenhan betreuten Ausstellungen in der Kunsthalle Basel
Die Liste der von Lucas Lichtenhan betreuten Ausstellungen in der Kunsthalle Basel führt die Ausstellungen auf, die Lucas Lichtenhan in der Kunsthalle Basel von 1933 bis 1953 betreute.

## 1933
- Henri Rousseau

## 1934
- Mittelalterliche Plastik
- Otto Meyer-Amden
- Ferdinand Hodler
- René Auberjonois, Karl Theophil Dick, Louis Moilliet
- Gruppe 33 (Abt, Bodmer, Camenisch, Eble, Haufler, König, Maeglin, Musfeld, Staiger, Sulzbachner, Wiemken)
- Künstlergruppe BBZ 8 (Coghuf, Gubler, Haefliger, Hegetschweiler, Hunziker, Schnyder, Speck, Stocker)
- Weihnachtsausstellung der Basler Künstler

## 1935
- Jean Jacques Lüscher
- Gedächtnisausstellung Werner Neuhaus, Rudolf Hübscher, Fritz Paravicini. Schenkung Barth
- Ernesto Schiess
- Giovanni Segantini
- André Derain
- Meisterzeichnungen französischer Künstler von Ingres bis Cézanne
- Paul Bodmer, Arnold Brügger, Jacques Düblin, Karl Otto Hügin, Walter Schneider, Jakob Strasser, Fritz Zbinden
- Arnold Fiechter
- Paul Klee
- Weihnachtsausstellung der Basler Künstler

## 1936
- Numa Donzé
- Paula Modersohn-Becker 1876–1907. August Macke 1887–1914
- Lovis Corinth
- Max Buri
- Peintres Naïfs
- Basler Münsterplastik
- Paul Cézanne
- Heinrich Müller, Maria La Roche, Paul Burckhardt, Hans Eppens, Karl Moor, Martha Pfannenschmid, August Blatter (Basler Porträtzeichnungen)
- Weihnachtsausstellung der Basler Künstler

## 1937
- Konstruktivisten
- Ernst Morgenthaler, Albert Müller, Hermann Scherer
- Albert Anker
- Ernest Bolens, Jakob Probst, Ernst Buchner
- Max Liebermann 1847–1935. Graphisches Kabinett
- Künstlerkopien
- Rudolf Dürrwang, Emma Mertz, Max Birrer, Elisabeth Bohny, Paul Wilde, Ernst Ludwig Kirchner
- Weihnachtsausstellung der Basler Künstler

## 1938
- Neue Kunst in der Schweiz
- Wilhelm Gimmi, Paul Basilius Barth, Otto Roos
- 17. Ausstellung der GSMBA (Gesellschaft Schweizerischer Maler, Bildhauer und Architekten)
- Vlaminck, Dufy, Rouault
- Cuno Amiet
- Hans Brühlmann 1878–1911. Ella Bürgin-Turner, Rudolf Koch
- Rudolf Koller
- Fred Stauffer, Marie Lotz, Louis Dischler, Alexander Müllegg
- Weihnachtsausstellung der Basler Künstler

## 1939
- Theophil Preiswerk, Hans Sandreuter, Fritz Voellmy, Wilhelm Balmer, Emil Schill
- Hermann Huber, Albert Schnyder, Jacques Düblin, Walter Schneider
- Albert Marquet, Pierre Laprade, George Bouche, Lucien Mainssieux, Gabriel Fournier
- Eugène Delacroix 1798–1863
- Sammlung des Basler Kunstvereins
- Sigismund Righini, Augusto Giacometti, Albert Kohler, Serge Brignoni, Max Uehlinger, Marguerite Ammann, Peter Mieg, Max Herzog
- Heinrich Altherr, Hermann Meyer, Albert Aegerter, Erik Bohny, Walter Eglin, Karl Moor, Hans Rohner
- Weihnachtsausstellung der Basler Künstler

## 1940
- Französische Graphik der Gegenwart und des 19. Jahrhunderts. André Dunoyer de Segonzac
- Niklaus Stoecklin
- Paul Camenisch, Charles Hindenlang, Carlo König, Otto Staiger, Irène Zurkinden
- Hermann Haller, Reinhold Kündig, Heiggi Müller (eigtl. Heinrich)
- Sammlung Hermann Rupf, Bern
- Paul Burckhardt, Louise Weitnauer, Ida Gertrud Schwabe, Selma Siebenmann, Dora Kappeler
- Frank Buchser, Ausstellung zum 50. Todestag
- Willy Wenk, Jakob Strasser, Elisabeth Bohny, Paul Wyss
- Weihnachtsausstellung der Basler Künstler

## 1941
- Paul Klee Gedächtnisausstellung
- Artistes de la Suisse romande
- Walter Kurt Wiemken Gedächtnisausstellung. Interniertenzeichnungen von Otto Roos, Martin Alfred Christ, Ernst Morgenthaler
- Schweizer Volkskunst
- Esther Mengold, Fritz Zbinden
- Alfred Heinrich Pellegrini Jubiläumsausstellung
- Weihnachtsausstellung der Basler Künstler. Gedächtnisausstellung Wilhelm de Goumois, 1865–1941

## 1942
- Félix Vallotton 1865–1925
- Paul Basilius Barth
- Barthélemy Menn 1815–1893, François Bocion 1828–1890. Max Burgmeier, Eugen Maurer, Eduard Spoerri, Otto Wyler
- Maurice Utrillo. Graphische Blätter von Corot und Daumier
- XVI. Ausstellung der GSMBK
- Marius Borgeaud, Louis Dischler, Hans Beat Wieland. Zwölf Maler aus dem Kreis des Goetheanums
- Weihnachtsausstellung der Basler Künstler

## 1943
- Aubusson-Teppiche aus fünf Jahrhunderten. Pierre-Auguste Renoir
- Martin Lauterburg
- Kunstwerke des 19. Jahrhunderts aus Basler Privatbesitz
- Hans Frei, Burkhard Mangold, Eugen Ammann. Sammlung des Kunstvereins, Erwerbungen und Geschenke seit 1935
- 10 Jahre Gruppe 33. Gedächtnisausstellung Fritz Baumann
- Ernest Bolens, Jacques Düblin, Walter Schneider, Karl Moor, Coghuf
- Weihnachtsausstellung der Basler Künstler

## 1944
- Alexandre Blanchet
- Konkrete Kunst
- Jüngere Künstler aus Graubünden und der Innerschweiz
- Karl Dick, Eduard Niethammer
- Christian Rohlfs, Emil Nolde, Ernst Ludwig Kirchner, Paula Modersohn, Oskar Kokoschka und andere. Sammlung des Kunstvereins
- Jüngere Basler Künstler
- Weihnachtsausstellung der Basler Künstler. Gedächtnisschau Aristide Maillol. Sonderausstellung Hans Aulmann

## 1945
- Gedächtnisausstellung Wassily Kandinsky. Vierzehn Berner Künstler
- Jean-Jacques Lüscher Alexander Zschokke
- Alexandre Calame, Eugène Martin, Raoul Domenjoz. Sammlung des Kunstvereins, Neuerwerbungen
- Ausländische Kunstwerke des 20. Jahrhunderts aus Basler Privatbesitz
- Otto Staiger – Jubiläumsausstellung
- Weihnachtsausstellung der Basler Künstler

## 1946
- Francis Picabia. Sammlung Nell Walden
- Japanische Holzschnitte aus drei Jahrhunderten (Sammlung W. Boller, Baden)
- Charles Hindenlang Jubiläumsausstellung. Sammlung des Kunstvereins, älterer Teil
- Moderne holländische Kunst 1885–1945. Marguerite Ammann
- Englische Kindermalerei. Xylos (Schweizer Holzschnittkunst)
- Emanuel Schöttli, Paul Kammüller, Werner Koch. Alfred Bloesch, Fritz Deringer, Hans Eppens, Kurt Hinrichsen, Alexander Rochat, Walter Sautter, Ruth Stauffer
- Gedächtnisausstellung Otto Roos
- Martin A. Christ und Max Fueter
- Weihnachtsausstellung der Basler Künstler

## 1947
- Kunstschätze aus den Straßburger Museen
- Piet Mondrian 1872–1944
- Oskar Kokoschka
- Quelques œuvres des Collections de la Ville de Paris
- Henri de Toulouse-Lautrec
- GSMBA, Sektion Basel
- Vincent van Gogh
- Weihnachtsausstellung der Basler Künstler

## 1948
- Hans Stocker. Sammlung des Kunstvereins. Frühwerke von Rouault und Utrillo
- Juan Gris, Georges Braque, Pablo Picasso
- Auguste Rodin
- Max Birrer 1905–1937. Marie Lotz. Jakob Strasser, Hans Eric Fischer, Eduard Spörri
- Ernst Morgenthaler
- André Dunoyer de Segonzac. Aus der Stiftung Paul Klee
- Weihnachtsausstellung der Basler Künstler

## 1949
- Schweizer Architektur
- Hermann Meyer, Heinrich Müller, Carl Burckhardt (Zeichnungen)
- Édouard Vuillard, Charles Hug
- Albert Schnyder
- Joan Miró. Otto Abt. Sammlung des Kunstvereins
- Impressionisten (Monet, Pissarro, Sisley, Vorläufer und Zeitgenossen)

## 1950
- (André Masson), Alberto Giacometti

## 1953
- Francisco de Goya